# Варужан Карапетян
Варужан Карапетян, Varoujan Garabedian (вірм. Վարուժան Կարապետեան, також Вараджан Гарбіджян і Варужан Гарабедян; 7 березня 1954 — 29 січня 2019) — вірменський терорист, який народився у Сирії. Був членом Вірменської таємної армії звільнення Вірменії (ASALA) і головою французької філії організації. Він був відомий через звинувачення у підготовці вибуху 1983 року в аеропорту Орлі у Парижі. Пізніше Варужан Карапетян був помилуваний французькими властями майже через 20 років після нападу.

## Атака аеропорту Орлі
15 липня 1983 року, виступаючи головою Вірменської таємної армії для визволення французької філії Вірменії, Гарабедян поклав бомбу до валіз на стійці реєстрації Turkish Airlines у південному терміналі аеропорту Орлі в Парижі. Цей акт був частиною глобальної кампанії групи проти тероризму Туреччини за визнання та відшкодування геноциду вірмен.
Після бомбардування французька поліція здійснила рейд у фортеці ASALA, конфіскуючи зброю і затримавши 50 вірмен, які, як вважалося, мали зв'язки з ASALA.  Один із заарештованих, Гарабедян, зізнався, що був лідером ASALA у Франції і взяв на себе відповідальність за закладення вибухівки у аеропорту Орлі. У нападі загинуло вісім чоловік. 

## Випробування
Під час судового розгляду в Кретелі, Франція, його захищав Жак Верже, а жертв нападу представляв Гід Лойрет Нуель. Гарабедіан спростував свою раніше визнану причетність до підготовки теракту, але був визнаний винним (разом з Наєром Соннером і Оханном Семерці) і засуджений до довічного ув'язнення 3 березня 1985 року за такі «справи, які були спрямовані на турецькі цілі». Під час судового розгляду він визнав, що він очолював французьку філію ASALA.

## Прощення та депортація
Наприкінці 1990-х років понад мільйон людей у Вірменії підписали петицію і звернулися до членів уряду Вірменії та громадських лідерів, включаючи колишніх і нинішніх президентів Вірменії. Звернення було направлене до французької влади, щодо помилуваня Варуяна Гарабедяна, а Вірменія запропонувала притулок Гарабедяну після його звільнення з в'язниці.
Провівши 17 років у в'язниці, 23 квітня 2001 року він був помилуваний апеляційним судом Бурж, за умови, що його депортують до Вірменії.
Мер Єревана, Роберт Назарян, зобов'язався надати йому роботу і житло, і в Єревані Карапетян  провів зустріч з прем'єр — міністром Андраніком Маргаряном, який висловив радість в його звільненні. Перебуваючи у в'язниці, він почав малювати і написав багато картин.

## Наслідки
Багато видатних вірменських інтелектуалів, серед яких Зорі Балаян, Сільва Капутікян, Сос Саргсян, Геворг Емін, Перч Зейтунцян, Левон Ананьян та інші, висловили підтримку Карапетяна. За даними вірменських ЗМІ, Карапетян був неофіційним «контролером» в Єревансько-Діліжанській  лінії і з його охоронцями став частиною злочинного інциденту в 2010 році
Карапетян помер 29 січня 2019 року в Єревані від серцевого нападу в 64-річному віці.